# René Lemière
René Lemière, né à Bellengreville le 10 août 1885 et mort à Caen le 22 décembre 1952, est un enseignant et un résistant français.

## La franc-maçonnerie
René Lemière fut membre et vénérable de la loge Thémis, du Grand Orient de France, à l'époque unique loge caennaise. Thémis était ouvertement anticléricale et républicaine. Il contribua à la fondation, à Caen, de la loge Isis, de la Fédération Française du Droit Humain (obédience mixte).

## La Résistance
Dès août 1940, le maréchal Pétain prit des mesures anti-maçonniques, interdit les loges et privant même de mandat des fonctionnaires maçons. De nombreux francs-maçons se lancèrent dans la Résistance. René Lemière fut membre du réseau Centurie. Il était aussi membre de l'antenne caennaise du mouvement Patriam Recuperare, composée essentiellement d'enseignants francs-maçons.

## La Libération
Une délégation spéciale de 18 membres est mise en place sous la direction d'Yves Guillou. René Lemière en est membre. Elle est chargée d'administrer la ville de Caen en attendant les élections municipales à venir. Charlotte Lemière, son épouse, est avec Odette Duchez, la première candidate à des élections nationales dans le Calvados. René Lemière est encore enseignant lorsque le ministère de l'Éducation Nationale souhaite ne pas relever l'Université de Caen et l'installer à Rouen, il accompagne Yves Guillou à Paris, et arrache que l'université soit relevée de ses cendres à Caen. En 1945, le général de Gaulle autorisa la reprise des activités maçonniques, Thémis rouvrit sous la responsabilité de René Lemière.

## Les hommages
L'école primaire Léon-Gambetta, dans le centre-ville de Caen, fut débaptisée et renommée René-Lemière. De nos jours, l'ensemble compte une école primaire (deux classes de maternelle, cinq classes élémentaires) ainsi qu'un collège, fermé en 2014.